# Karpaty Mukaczewo
Karpaty Mukaczewo (ukr. Футбольний клуб «Карпати» Мукачеве, Futbolnyj Kłub "Karpaty" Mukaczewe) – ukraiński klub piłkarski, mający siedzibę w mieście Mukaczewo, w obwodzie zakarpackim, na zachodzie kraju.
W latach 1992–1995 występował w ukraińskiej Pierwszej Lidze, a w 1995–1998 w Drugiej Lidze.

## Historia
Chronologia nazw:
- 1946: Bilszowyk Mukaczewo (ukr. ФК «Більшовик» Мукачеве)
- 1951: Iskra Mukaczewo (ukr. ФК «Іскра» Мукачеве)
- 1955: Burewisnyk Mukaczewo (ukr. ФК «Буревісник» Мукачеве)
- 1962: Toczpryład Mukaczewo (ukr. ФК «Точприлад» Мукачеве)
- 1963: Mukaczewpryład Mukaczewo (ukr. ФК «Мукачевприлад» Мукачеве)
- 1964: Pryład Mukaczewo (ukr. ФК «Прилад» Мукачеве)
- 1965: Pryładyst Mukaczewo (ukr. ФК «Приладист» Мукачеве)
- 1967: Pryład Mukaczewo (ukr. ФК «Прилад» Мукачеве)
- 1968: Karpaty Mukaczewo (ukr. ФК «Карпати» Мукачеве)
- 1971: Pryładyst Mukaczewo (ukr. ФК «Приладист» Мукачеве)
- 1994: Karpaty Mukaczewo (ukr. ФК «Карпати» Мукачеве)
- 1999: FK Mukaczewo (ukr. ФК «Мукачеве»)
- 2003: Karpaty Mukaczewo (ukr. ФК «Карпати» Мукачеве)
- 2003: klub rozwiązano

Klub piłkarski Bilszowyk został założony w miejscowości Mukaczewo w 1946 roku i reprezentował miejscowy browar. Rok wcześniej, w 1945 w mieście pojawiły się dwa kluby piłkarskie: Spartak (reprezentujący fabrykę tytoniu) oraz Dynamo (zespół organów wewnętrznych i wojsk pogranicznych). Na pierwszej powojennej spartakiadzie Ukraińskiej SRR drużyna Zakarpacia, w tym zawodnicy tych mukaczewskich klubów, zdobywa złote medale. Początkowo zespół rozgrywał mecze towarzyskie, a w 1948 startował w Drugiej grupie Mistrzostw ZSRR i zajął pierwsze miejsce, jednak turniej finałowy zakończył na ostatnim czwartym miejscu. W następnym sezonie 1949 roku zajął 5. miejsce w Drugiej grupie. Również w 1949 i 1967/68 uczestniczył w rozgrywkach Pucharu ZSRR.
Występował również w mistrzostwach obwodu zakarpackiego.
W 1951 klub zmienił nazwę na Iskra, a w 1955 na Burewisnyk.
W 1962 roku główną drużyną piłkarskim miasta zaczęła opiekować się fabryka "Mukaczewpryład". Klub otrzymał nazwę Toczpryład i w 1963 startował w rozgrywkach Pucharu Ukraińskiej SRR wśród drużyn kultury fizycznej. Wtedy klub często zmieniał nazwy w 1963 - Mukaczewpryład, w 1964 - Pryład, w 1965 - Pryładyst, w 1967 - Pryład.
W 1968 roku klub po raz pierwszy przyjął nazwę Karpaty i ponownie wystartował w Klasie B Mistrzostw ZSRR, gdzie zajął 14. miejsce spośród 22 drużyn. W 1969 zespół zajął już 3. miejsce w Klasie B. W 1970 po reorganizacji systemu lig występował w Klasie B niższego poziomu, zajmując końcowe 5. miejsce. W 1971 wrócił do nazwy Pryładyst i został uczestnikiem mistrzostw Ukraińskiej SRR wśród drużyn kultury fizycznej, zajmując drugie miejsce. Następnie w latach 1972, 1975, 1976, 1977, 1988, 1989 i 1990 startował w mistrzostwach Ukraińskiej SRR wśród amatorów. Również zespół dalej kontynuował występy w rozgrywkach Mistrzostw i Pucharu obwodu zakarpackiego.
W 1991 roku po raz kolejny startował w Drugiej lidze B Mistrzostw ZSRR, zajmując 5.miejsce.
Od początku rozrywek piłkarskich w niezależnej Ukrainie klub występował w Pierwszej Lidze Mistrzostw Ukrainy. W pierwszym że sezonie zajął wysokie drugie miejsce w grupie A, które jednak nie premiowało awansem. Podczas przerwy zimowej sezonu 1993/1994 przywrócił nazwę Karpaty.
W sezonie 1994/1995 zajął przedostatnie 21. miejsce i spadł do Drugiej Ligi.
W sezonie 1997/1998 klub zajął 8. miejsce w Drugiej Lidze, jednak przed rozpoczęciem następnego sezonu zrezygnował z dalszych występów na poziomie profesjonalnym i został pozbawiony statusu klubu profesjonalnego. Następnie w 1999, 2000 i 2001 zespół z nazwą FK Mukaczewo kontynuował występy w rozgrywkach Mistrzostw i Pucharu obwodu zakarpackiego. W 2002 występował w Amatorskiej Lidze Ukrainy, ale po dwóch meczach zrezygnował z występów. W 2003 zespół przywrócił historyczną nazwę Karpaty i po raz ostatni startował w rozgrywkach mistrzostw i Pucharu obwodu zakarpackiego. Po zakończeniu sezonu w 2003 został rozwiązany.

## Sukcesy
- Mistrzostwa Ukraińskiej SRR:
  - mistrz (1x): 1947
  - 3. miejsce (1x): 1952
- Puchar Ukraińskiej SRR:
  - finalista (1x): 1948
- Persza liha (D2):
  - wicemistrz (1x): 1992
- Druha liha (D3):
  - 5. miejsce (1x): 1996/97 (A)
- Mistrzostwa obwodu zakarpackiego:
  - mistrz (7x): 1946, 1947, 1948, 1949, 1950, 1951, 1962
  - wicemistrz (5x): 1945, 1966, 1967, 1987, 1988
  - 3. miejsce (4x): 1964, 1965, 1977, 1989

## Inne
- Dynamo Mukaczewo